# Конираули
Конираули́ (каз. Қоңыраулы) — село у складі Кзилкогинського району Атирауської області Казахстану. Входить до складу Сагізького сільського округу.
Населення — 65 осіб (2021; 142 у 2009, 200 у 1999, 299 у 1989).